# Ridderlijke orde
Ridderlijke orden in Nederland en in België zijn afdelingen van oude orden. 

## Ridderlijke orden in Nederland
In Nederland bestaan vier ridderlijke orden:
- De protestantse Ridderlijke Duitsche Orde, Balije van Utrecht;
- De katholieke Souvereine Militaire Hospitaal Orde van Malta, Associatie Nederland;
- De protestantse Johanniter Orde in Nederland.
- De katholieke Ridderorde van het Heilig Graf van Jeruzalem

Overeenkomstig de statuten van de Nederlandse afdelingen van de tweede en derde van deze orden kunnen alleen personen worden toegelaten tot de orden die zijn ingeschreven in het filiatieregister van de Hoge Raad van Adel; voor dames geldt dat ook zij die getrouwd zijn met leden van de Nederlandse adel kunnen worden toegelaten. Over ieder lidmaatschap van een van die twee orden wordt derhalve eerst advies ingewonnen bij de Hoge Raad van Adel.
In 2003 vroeg de Ridderlijke Duitsche Orde, Balije van Utrecht, een Ridderlijke Orde die bijzonder streng was en vier adellijke kwartieren als toelatingseis stelde, de Hoge Raad van Adel om een advies over het bijstellen van de toelatingseisen. Er waren nu te veel edelen die met "burgers" trouwen en niet genoeg expectanten met zoveel kwartieren meer te vinden en het bestaan van de Orde kwam in gevaar.
De Duitse Orde is nog steeds bijzonder streng bij het beoordelen van de kwartierstaat; het is de enige Orde waarbij ridders alleen kunnen worden toegelaten na agreatie van de koning. De hoge toelatingseisen werden in 2011 bevestigd door de Orde en de Hoge Raad van Adel hanteert dit toelatingscriterium betreffende de afstamming in mannelijke lijn (adeldom, teruggaande tot vóór 1795) strikt.
De Ridderorde van het Heilig Graf van Jeruzalem stelt minder hoge eisen op het gebied van adellijke herkomst. Deze Orde wordt, net als de Orde van Malta, door de Heilige Stoel erkend, met uitsluiting van alle andere, gelijkaardige ridderorden.

## Ridderlijke orden in België
In België bestaan afdelingen, genaamd landscommanderijen van twee katholieke ridderlijke orden:
- De Souvereine Orde van Malta, afdeling België
- de Ridderorde van het Heilig Graf van Jeruzalem, landscommanderij België

## Pseudo-ridderlijke orden
Daarnaast bestaan in Nederland en België onder uiteenlopende namen nog Soevereine Orden van Sint-Jan van Jeruzalem die door de genoemde orden, op grond van hun interpretatie van het Orderecht, niet erkend worden. Zij zien in deze Orden een "pseudo-orde".
Ze worden ook niet, wat de katholieke orden betreft, door de Heilige Stoel erkend.
De oecumenische Orde van Sint-Lazarus is een charitatieve Orde die zich met leprabestrijding bezighoudt. Deze Orde is met twee obediënties in Nederland vertegenwoordigd.